# Premio Nacional de Medicina (Chile)
El Premio Nacional de Medicina de Chile fue creado en 2001 por la Academia Chilena de Medicina, la Asociación de Facultades de Medicina de Chile, la Asociación de Sociedades Científicas Médicas de Chile y el Colegio Médico de Chile.
A través de él se busca reconocer la obra de aquellos médicos que han sobresalido entre sus pares en el área de la clínica o de la salud pública y que, además, haya tenido un rol destacado en docencia, administración académica o investigación.
El galardón consiste en un diploma, una medalla recordatoria y un monto de dinero que es aportado por la comunidad médica.
Este premio se entrega cada dos años. Hasta la fecha se ha entregado en doce oportunidades. Todos de ellos médicos especializados en distintas áreas: cuatro de ellos en medicina interna, dos en gastroenterología, dos en pediatría (uno de ellos en cardiología infantil), uno en diabetología, uno en nutrición, uno en oftalmología, uno en bioquímica, uno en cirugía plástica y uno en psiquiatría.

## Galardonados
- 2002: Julio Meneghello Rivera, médico cirujano de la Universidad de Chile, pediatra.
- 2004: Helmut Jaeger Lunecke, médico cirujano de la Universidad de Chile, cardiocirujano pediátrico.
- 2006: Alejandro Goic Goic, médico cirujano de la Universidad de Chile, médico internista y gastroenterólogo.
- 2008: Esteban Parrochia Beguín, médico cirujano de la Universidad de Chile, médico internista.
- 2010: Rodolfo Armas Merino, médico cirujano de la Universidad de Chile, médico internista y gastroenterólogo.
- 2012: Fernando Monckeberg Barros, médico cirujano de la Universidad de Chile y bioquímico.
- 2014: Juan Verdaguer Tarradella, médico cirujano de la Universidad de Chile, oftalmólogo.[2][3]
- 2016: Manuel García de los Ríos Álvarez, médico  cirujano de la Universidad de Concepción, médico internista y diabetólogo.[4]
- 2018: Otto Dörr Zegers, médico cirujano de la Universidad de Chile, médico psiquiatra.
- 2020: Vicente Valdivieso, médico cirujano de la Pontificia Universidad Católica de Chile, médico internista.[5]
- 2022: Marta Colombo Campbell, médico cirujano de la Pontificia Universidad Católica de Chile, neuropediatra.[6]
- 2024: Jorge Rojas Zegers, médico cirujano de la Pontificia Universidad Católica de Chile, cirugía plástica.[7]